# Persa antic
El persa antic és un dels dos idiomes iranians dels quals es té un testimoni directe, essent l'altre l'idioma l'avèstic. El persa antic és un idioma preislàmic. Les inscripcions més antigues en persa antic són les fetes en tauleta d'argila i en segells durant el període de l'Imperi Aquemènida (cap al 600 aC fins al 300 aC). Exemples del persa antic s'han trobat en les actuals Iran, Bahrain, l'Iraq, Turquia i Egipte el testimoni més important és el de la inscripció de Behistun (datada del 525 aC). Recentment s'han trobat moltes tauletes en persa antic a Persèpolis que mostren que s'utilitzava en la vida comuna i no només en l'Administració.
L'idioma Lari del comtat de Larestan està relacionat amb el persa antic.
El persa antic pertany als idiomes indoeuropeus i dins d'ells a la branca indo-iraniana. El persa antic és un dels idiomes indoeuropeus més antics testimoniats en textos originals.
El persa antic va evolucionar al llarg del temps i el persa mitjà, de vegades anomenat Pahlavi, és un continuador directe del persa antic.
El persa modern, al seu torn, és continuador del persa antic.

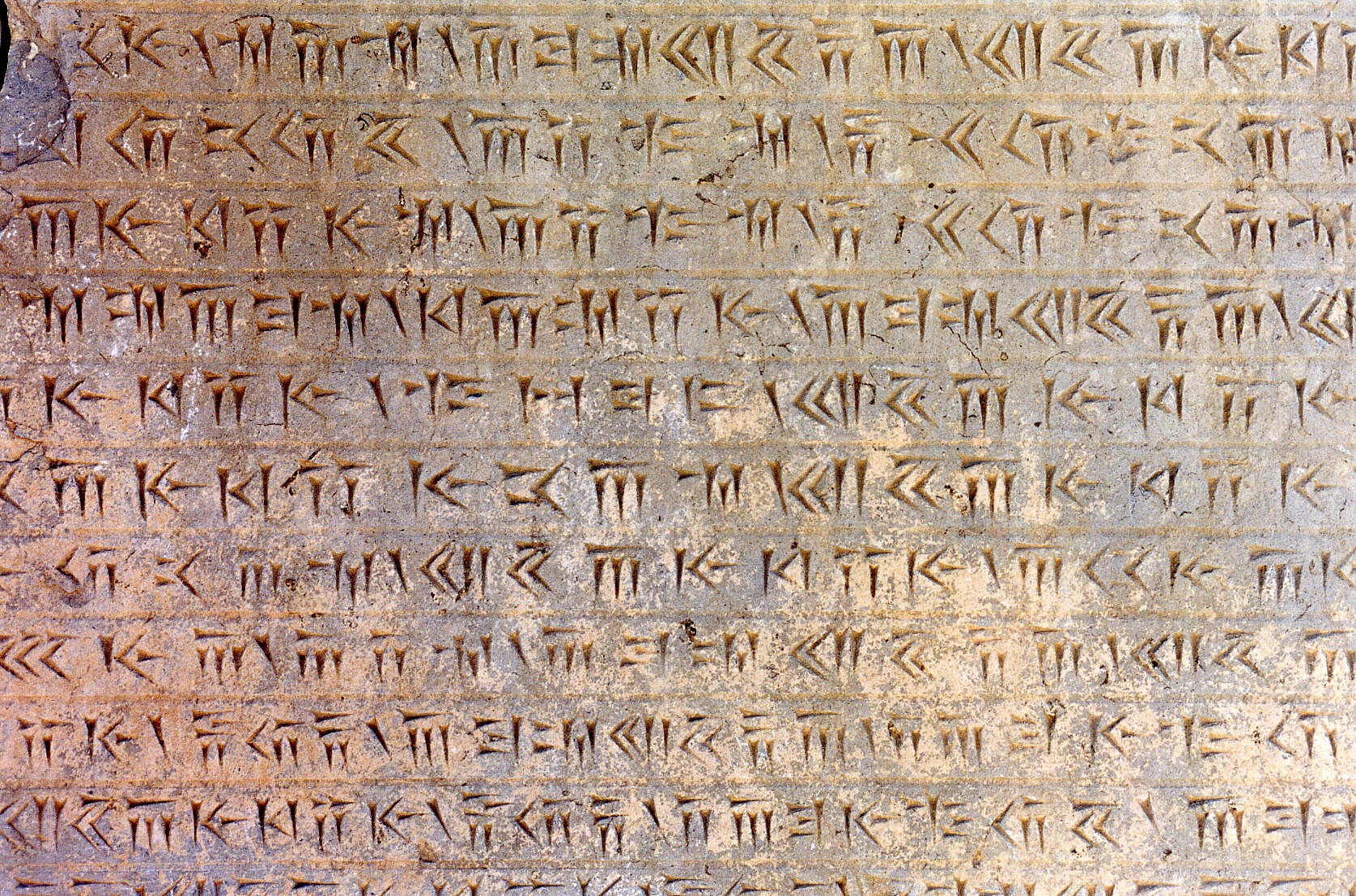
Inscripció en persa antic a Persepòlis

Els textos en persa antic s'escrivien d'esquerra a dreta en escriptura cuneïforme sil·làbica i tenien 36 caràcters fonètics i 8 logogrames.

## Fonologia
Vocals
- Llargues: /aː/ /iː/ /uː/
- Curtes: /a/ /i/ /u/

Consonants
|            | Labial | Labial | Dental/ Alveolar | Dental/ Alveolar | Palatal | Palatal | Velar | Velar | Glotal | Glotal |
| ---------- | ------ | ------ | ---------------- | ---------------- | ------- | ------- | ----- | ----- | ------ | ------ |
| Implosives | p      | b      | t                | d                | c       | ɟ       | k     | ɡ     |        |        |
| Nasals     |        | m      |                  | n                |         |         |       |       |        |        |
| Fricatives | f      |        | θ                |                  | ç       |         | x     |       | h      |        |
| Sibilants  |        |        | s                | z                | ʃ       |         |       |       |        |        |
| Ròtica     |        |        |                  | r                |         |         |       |       |        |        |
| Lateral    |        |        |                  | l                |         |         |       |       |        |        |
| Aproximant |        | ʋ      |                  |                  |         | j       |       |       |        |        |

## Gramàtica
El persa antic es declinava i tenia els casos nominatiu, vocatiu, acusatiu, [[Cas instrumental |instrumental]], datiu, genitiu i locatiu.

## Lèxic
| Proto-Indo-Iranià | Persa antic | Persa mitjà | Persa modern  | significat   |
| ----------------- | ----------- | ----------- | ------------- | ------------ |
| *asuras mazdhās   | Ahura mazda | Ohrmazd     | Ormazd اورمزد | Ahura Mazda  |
| *aśwas            | aspa        | asp         | asb اسب       | cavall       |
| *kāma             | kāma        | kām         | kām کام       | benefici     |
| *daiwas           | daiva       | dēw         | div دیو       | diable       |
|                   | drayah      | drayā       | daryā دریا    | mar          |
| *źhasta-          | dasta       | dastag      | dast دست      | mà           |
| *bhāgī            | bāji        | bāj         | bāj باج/باژ   |              |
| *bhrātr-          | brātar      | brâdar      | barādar برادر | germà        |
| *bhūmiš           | būmi        | būm         | būm بوم       | regió, terra |
| *martya           | martya      | mard        | mard مرد      | home         |
| *māsa             | māha        | māh         | māh ماه       | lluna, mes   |
| *vāsara           | vāhara      | vahār       | bahār بهار    | font         |
|                   | stūnā       | stūn        | sotūn ستون    | columna      |
|                   | šiyāta      | šād         | šād شاد       | feliç        |
| *ṛtam             | arta        | ard         | ord اُرد       | ordre        |
| *drauźh-          | druj        | drugh       | dorōgh دروغ   | mentida      |